# Chromis
Chromis – rodzaj morskich ryb okoniokształtnych z rodziny garbikowatych (Pomacentridae). Niektóre gatunki są hodowane w akwariach morskich.

## Klasyfikacja
Gatunki zaliczane do tego rodzaju:
| - Chromis abrupta - Chromis abyssicola - Chromis abyssus - Chromis acares - Chromis agilis - Chromis albicauda - Chromis albomaculata - Chromis alleni - Chromis alpha - Chromis alta - Chromis amboinensis - Chromis analis - Chromis athena - Chromis atrilobata - Chromis atripectoralis - Chromis atripes - Chromis axillaris - Chromis bami - Chromis brevirostris - Chromis cadenati - Chromis caudalis - Chromis chromis – chromis kasztanowy - Chromis chrysura - Chromis cinerascens - Chromis circumaurea - Chromis crusma - Chromis cyanea – chromis niebieski - Chromis dasygenys - Chromis degruyi - Chromis delta - Chromis dimidiata - Chromis dispilus | - Chromis durvillei - Chromis earina - Chromis elerae - Chromis enchrysura - Chromis fatuhivae - Chromis flavapicis - Chromis flavaxilla - Chromis flavicauda - Chromis flavipectoralis - Chromis flavomaculata - Chromis fumea - Chromis hanui - Chromis hypsilepis - Chromis insolata - Chromis intercrusma - Chromis iomelas - Chromis jubauna - Chromis klunzingeri - Chromis lepidolepis - Chromis leucura - Chromis limbata - Chromis limbaughi - Chromis lineata - Chromis lubbocki - Chromis margaritifer - Chromis meridiana - Chromis mirationis - Chromis monochroma - Chromis multilineata - Chromis nigroanalis - Chromis nigrura - Chromis nitida | - Chromis notata - Chromis okamurai - Chromis onumai - Chromis opercularis - Chromis ovalis - Chromis ovatiformis - Chromis pamae - Chromis pelloura - Chromis pembae - Chromis planesi - Chromis punctipinnis - Chromis pura - Chromis randalli - Chromis retrofasciata - Chromis sanctaehelenae - Chromis scotochiloptera - Chromis scotti - Chromis struhsakeri - Chromis ternatensis - Chromis trialpha - Chromis unipa - Chromis vanderbilti - Chromis verater - Chromis viridis - Chromis weberi - Chromis westaustralis - Chromis woodsi - Chromis xanthochira - Chromis xanthopterygia - Chromis xanthura - Chromis xouthos - Chromis xutha |

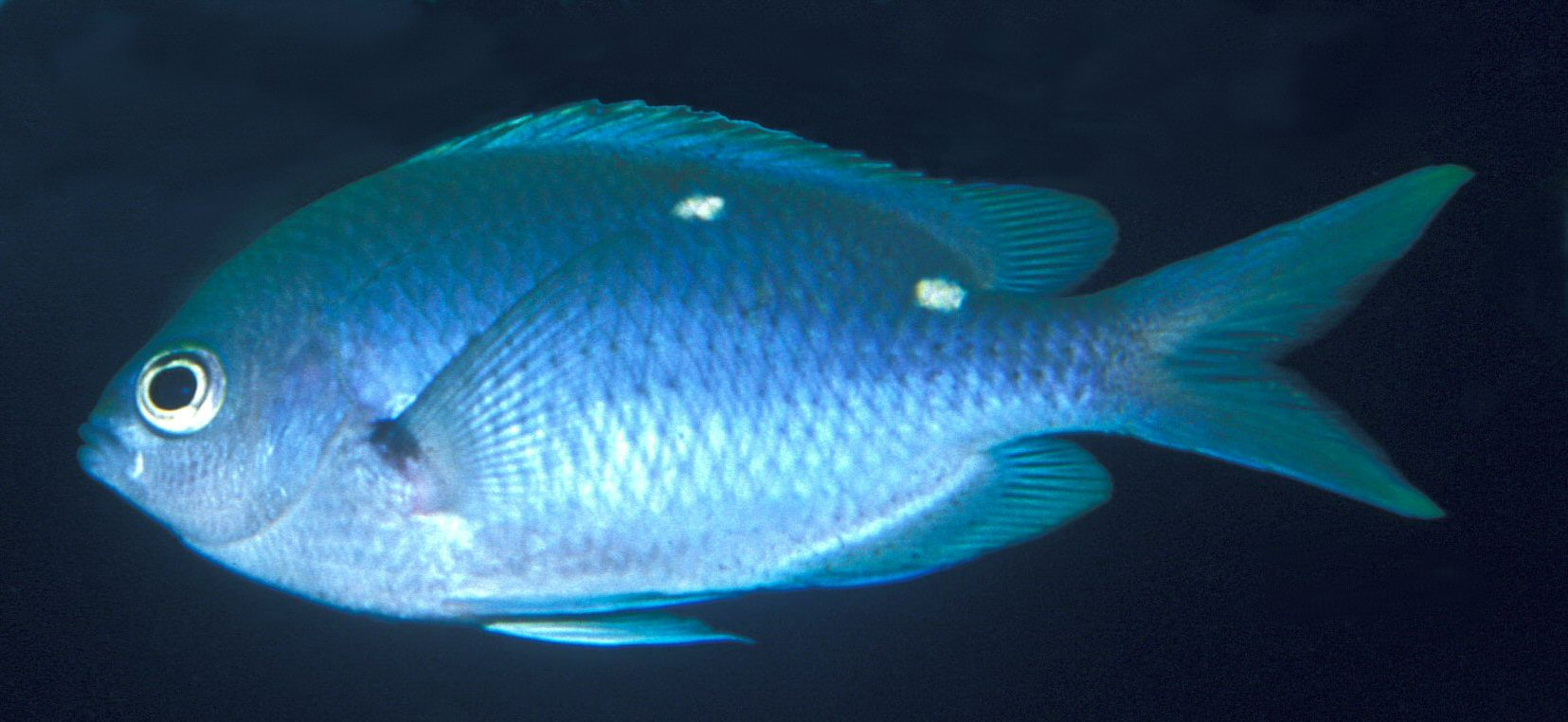
Chromis dispilus
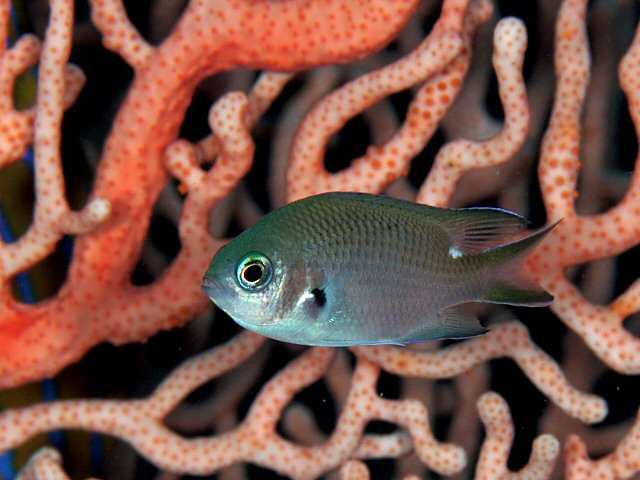
Chromis notata